# Kučín (Vranov nad Topľou)
Kučín (in ungherese Alsóköcsény) è un comune della Slovacchia facente parte del distretto di Vranov nad Topľou, nella regione di Prešov.